# Wasabi (film)
Wasabi è un film del 2001 diretto da Gérard Krawczyk.
Il film, scritto e prodotto da Luc Besson con protagonisti Jean Reno e Ryōko Hirosue, prende il titolo da una scena in cui il protagonista mangia un intero piattino di wasabi in un ristorante giapponese senza batter ciglio.

## Trama
Hubert Fiorentini è un commissario di polizia francese ed ex agente dei servizi segreti con dei metodi particolarmente violenti quanto produttivi; la sua ultima azione gli ha fatto catturare una banda di travestiti che tentavano di rapinare una banca, ma per acchiapparne uno ha scatenato una mezza rissa in una discoteca, e a causa di un equivoco ha picchiato il figlio del prefetto; il suo capo, detto "Lo Squalo", gli intima di chiedere scusa al ragazzo in ospedale, ma anche lì non finisce bene e lo Squalo ordina ufficialmente al commissario di prendersi una vacanza.
Hubert quella sera invita a cena Sofia, una donna con cui ha una storia altalenante condizionata da un amore finito bruscamente per Miko, una donna dello spionaggio giapponese conosciuta quando era sotto le armi durante la Guerra Fredda e prestava servizio in Giappone; Miko è l'unica donna che abbia amato davvero, e che lo aveva lasciato, senza dirgli niente, circa venti anni prima; da allora Hubert non è mai riuscito a lasciarsela alle spalle e iniziare relazioni vere.
La mattina dopo la cena, riceve una chiamata dall'avvocato giapponese Ishibashi che gli annuncia la morte improvvisa di Miko: Fiorentini è stato nominato unico erede e viene convocato in Giappone per la lettura del testamento. Appena arrivato all'aeroporto Hubert si mette subito nei guai picchiando una guardia che scherzava sulla sua fretta dicendo che "nessuno andava a fuoco" (non sapendo che il poliziotto era in visita per lutto e che la donna sarà cremata dopo il funerale), e le autorità chiamano il suo ex-collega dei servizi segreti francesi Maurice detto Momò, che Hubert non vedeva da anni. Arrivato dall'avvocato scopre di avere una figlia, Yumi, che Miko gli ha affidato; aspettando a rivelarle di essere suo padre visto l'odio della ragazza per il genitore mai conosciuto e per i poliziotti, Hubert assiste con lei alla cerimonia funebre e nota qualcosa sulle mani e sul viso della defunta amante, che lo insospettisce e lo spinge a prelevare dei campioni; per giustificarsi con Yumi, le mente dicendo di essere un chirurgo. Dopo il funerale Hubert scopre che Miko aveva in banca 200 milioni di dollari, mentre Yumi, ignara dei soldi lasciati dalla madre, si dà alla pazza gioia facendo shopping; Hubert la accompagna e intanto mette KO di nascosto diversi tipi sospetti che li seguivano. Momò lo rifornisce di armi in hotel (dove Hubert si è registrato sostenendo comunque di essere il padre di Yumi per fugare equivoci), poi Yumi decide di uscire con amici e Hubert e Momò sono costretti a seguirla a Shinjuku, il quartiere dei divertimenti; qui vengono attaccati ancora dagli uomini che li seguivano e stavolta il poliziotto mette mano alla pistola facendo una carneficina davanti alla ragazza sconvolta. Per tranquillizzarla, Hubert le dice che conosceva bene sua madre e che la proteggerà come lei le aveva chiesto, ma non le rivela ancora la sua identità.
Deciso ad andare fino in fondo, Hubert si fa portare da Yumi all'appartamento di Miko in centro, che lei usava da sola mentre Yumi viveva nella casa in periferia; qualcuno però ha già portato via tutti i mobili, ma Hubert non si dà per vinto e cerca nei muri poiché Miko aveva l'abitudine di evitare i nascondigli che potevano essere spostati; i due trovano in una parete una chiave e un messaggio ("Là dove tutto è cominciato, là dove tutto finirà"), di cui però non capiscono il significato.
Tornati all'albergo, vengono intercettati da altri uomini in nero, degli yakuza, che li portano via; Momò, che doveva pedinarli, viene tradito dal motore dell'auto e resta indietro. Fiorentini incontra Katanawa, un boss della yakuza che rivela a Yumi la verità sul loro rapporto e pretende di riavere i 200 milioni sul conto di Miko; il conto ora appartiene a Yumi che potrà però disporne solo al compimento della maggiore età (venti anni secondo la legge giapponese) ovvero il giorno successivo; Katanawa porta via Yumi e lascia Hubert ai suoi uomini, ma il poliziotto li pesta a dovere prima che Momò, in ritardo, arrivi a salvarlo.
Poco dopo Hubert e Momò si fermano in un ristorante e Momò riesce finalmente a chiarire tutto: all'epoca della separazione da Hubert, Miko entrò in congedo per maternità senza rivelarglielo, ma in seguito il Ministero della Difesa aprì un altro dossier su di lei; una foto mostra Miko al matrimonio di uno yakuza con altri malavitosi (tra cui Katanawa, detto "la zebra" per le cicatrici su una guancia), ma un'altra la ritrae col Primo Ministro che le consegna una alta onorificenza durante una cerimonia privata. Hubert capisce che Miko era un'infiltrata nella mafia giapponese e aveva fatto bene il suo lavoro, ma ad un certo punto era stata scoperta; per massimizzare i danni aveva derubato Katanawa mettendo i soldi sul suo conto e poi aveva lasciato gli indizi necessari a Hubert prima di nominarlo nel testamento, allo scopo di finire il lavoro e proteggere Yumi dalla yakuza e dalla sua mania per lo shopping.
Prima di salvare Yumi, Hubert si reca in treno a Kyoto, e usa la chiave di Miko per aprire un cofanetto, in cui trova una lettera della sua amata proprio nel luogo dove si erano dichiarati amore, in cui lei si pente di averlo lasciato e gli chiede di vegliare su Yumi; poi torna a Tokyo per fermare Katanawa. Momò si spaccia per impiegato della banca e trasferisce i soldi sul conto di Hubert, che, aiutato da alcuni colleghi dei vecchi tempi in borghese, uccide Katanawa e tutti i mafiosi in una sparatoria per poi lasciarli alla polizia giapponese. Giorni dopo Hubert va all'aeroporto per tornare in Francia, mentre Yumi resta un mese a terminare la scuola sotto la sorveglianza di Momò; ma prima che l'aereo parta la polizia ferma il volo, perché Momò ha stupidamente incluso nel bagaglio anche le valigie piene di armi.